# رقص مردگان (سن-سانس)

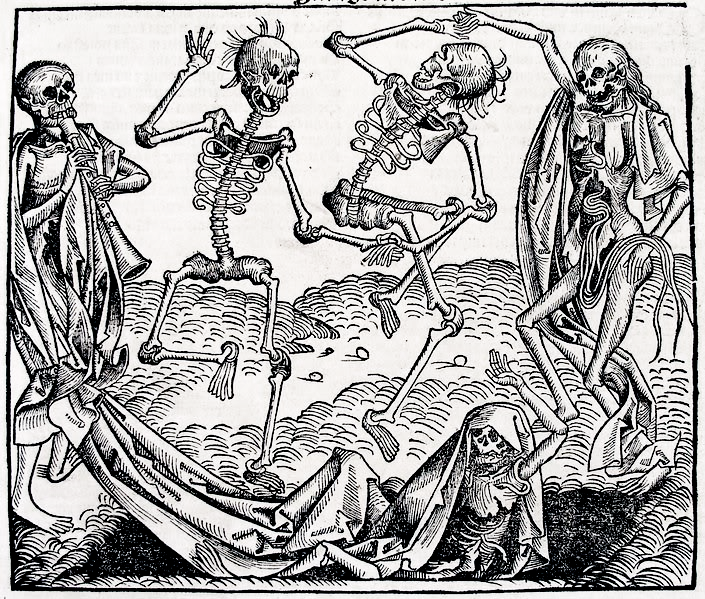
رقص مردگان

رقص مردگان، اپوس ۴۰، یکی از پوئم سمفونیک‌های کامی سن-سانس، موسیقیدانِ فرانسویِ دوره رومانتیک می‌باشد. این اثر در ابتدا به عنوان یک ترانه هنری برای پیانو و شعری از آنری کزلیس در سال ۱۸۷۲ نوشته شد اما دو سال پس از آن، در سال ۱۸۷۴، سن-سانس این قطعه را بازسازی کرد و آن را به یک پوئم سمفونیک تبدیل نمود.
این قطعه در گام سل مینور نوشته شده‌است.

## تحلیل و پس زمینه
این قطعه اشاره به تمثیل و خرافه ای دارد که در قرون وسطا میان مردم فرانسه رایج و شناخته شده بود.
طبق افسانه‌ها «مرگ» هر سال در نیمه شبِ هالووین حاضر می‌شود. در این هنگام وی با ویولنی که به همراه دارد قطعه‌ای را اجرا می‌کند (در رقص مردگان این قطعه با ویولن سولو نواخته می‌شود) و مردگان را از قبر فرا می‌خواند تا بیدار شوند و برای وی برقصند. اسکلت مردگان تا طلوع خورشید با قطعهٔ «مرگ» می‌رقصند و سپس به قبرهایشان بازمی‌گردند تا سال بعد باز «مرگ» به سراغ آن‌ها بیاید.

این قطعه با ساز چنگ آغاز می‌گردد و این ساز ۱۲ بار (اشاره به ۱۲ ساعتِ شب) نتِ ر را می‌نوازد. سپس دیگر سازها این ساز را همراهی می‌کنند. سپس ویولن تریتون را می‌نوازد. تم اصلی ابتدا با فلوت نواخته می‌شود و سپس بار دیگر تم با همراهی ویولن و ارکستر و با انرژی و شور بیشتری نواخته می‌شود. در این قطعه از زیلوفون به طوری استفاده می‌شود که تداعی‌کننده به هم خوردن استخوان‌های مرده‌ها هست. موتیفی مشابه این موتیف نیز در کارناوال حیوانات استفاده شده‌است.

## بازخوردها و استفاده‌ها
اولین باری که رقص مردگان اجرا شد، نتوانست بازخوردهای مثبت را جلب کند. هرچند که فرانتس لیست، دوست نزدیک سن-سانس، بلافاصله پس از اولین اجرا تنظیمی از این قطعه را برای پیانو تهیه کرد. (S.555)